# Операция «Западня»
Операция «Западня» — военная операция Советских войск в афганской провинции Герат 18 — 26 августа 1986 года. Одна из наиболее успешных в Афганской войне (1979—1989) с минимальными потерями.

## Цели и задачи
Цель совместной общевойсковой воздушно-наземной плановой операции ОКСВА и правительственных сил ДРА состояла в разгроме «Западной объединённой группировки» афганской оппозиции и ликвидации органов её тылового обеспечения.

## Предшествующие события
— В августе 1986 года командиры частей и подразделений 5-й гвардейской мотострелковой дивизии (Шинданд), 149-го гвардейского мотострелкового полка 201-й мотострелковой дивизии (Кундуз) и других частей были срочно вызваны в штабы своих соединений, где на специально изготовленных «макетах местности», командованием предстоящей общевойсковой операцией (под кодовым названием «Западня») был изложен подробный план действий.
— Утром 20 августа командира 149-го гвардейского мотострелкового полка подполковника Скородумова А. И. вызвали в штаб 201-й мотострелковой дивизии, где командир дивизиона поставил задачу: срочно перебросить полк бортами ВТА в провинцию Герат, в район ирано-афганской границы, для участия в войсковой операции под кодовым названием «Западня».
Поздним вечером полк прибыл на аэродром города Герат. Ранним утром провели повторно строевой смотр в целях проверки наличия необходимого количества боеприпасов и продовольствия, после чего командир полка собрал своих заместителей, старших офицеров и поставил каждому командиру подразделения боевую задачу. Так, через сорок минут личный состав полка, разделённый на группы, получив приказ, стал грузиться в вертолёты Ми-8Т.
— Перед началом наземной операции по ночам авиация несколько суток минировала тропы к бродам на иранской границе с помощью КМГУ (контейнеров из 8 блоков по 1248 противопехотных фугасных мин), а затем трое суток с 18 по 20 августа — и днём, и ночью, «утюжила» основную базу Исмаил-хана «Кокари-Шаршари». Одновременно по этой же цели работала и тяжёлая артиллерия: САУ, гаубицы и 220-мм реактивные системы залпового огня (РСЗО) «Ураган».

## История
В провинции Герат формирования оппозиции имели принадлежность к суннитской партии «Исламское общество Афганистана» с лидерами Бурхануддином Раббани и Исмаил-ханом союза «Пешаварская семёрка», вместе с тем были и отряды шиитских «проиранских» партий альянса «Шиитская восьмёрка» с лидерами: Каримом Ахмадом Як Дастэ, Шейхом Насруллой Мансуром и другими.
— Общее командование действиями «западной объединённой группировки» осуществлял Исмаил-хан (по прозвищу Туран Исмаил — «капитан» Исмаил) — профессиональный военный, командир артиллерийского подразделения 17-й пехотной дивизии ВС ДРА, дислоцированной в провинции Герат.
— Войсковая операция предстояла в три этапа — на широком фронте равнинного и горного участков: в окрестностях старого Герата и в приграничном с Ираном, горном районе Шаршари. На равнинных I-м, III-м этапах предполагалась зачистка районов, примыкающих к Герату от участников местных формирований, на горном — овладение базовым районом Кокари-Шаршари, главным опорным и перевалочным пунктом на границе с Ираном. «Кокари-Шаршари» имел внушительный арсенал и склады продовольствия.
— Одной из главных характерных черт «Западни», наряду с другими масштабными операциями 40-й Армии — в Панджшере, Кунаре, операциях: «Смерч», «Манёвр», «Ураган» был её ярко выраженный воздушно-наземный характер с широким применением десантно-штурмовых действий. Как и в большинстве плановых совместных операций для разгрома противника применялось большое количество воздушных десантов.
— Другой важной особенностью операции «Западня» было одновременное проведение боевых действий в двух удалённых друг от друга на 160 км районах, горной и равнинной местности.

## Привлечённые силы и средства
По плану операции была создана группировка войск в составе 28 батальонов: советских — 10 и афганских — 18. Собрать такую группировку предполагалось переброской войск из Кабула, Баграма и Кундуза по воздуху. К операции привлекли — 5-ю гвардейскую мотострелковую дивизию, дислоцированной в провинции Герат; 149-й гвардейский мотострелковый полк (Кундуз); 345-й отдельный гвардейский парашютно-десантный полк (Баграм); значительные силы ВВС из аэродромов: Шинданда, Баграма, Кабула. Джелалабада, а также Мары (Туркменская ССР). От вооружённых сил ДРА была привлечена 17-я пехотная дивизия и 5-я танковая бригада и другие части.

## Командование операцией
Руководителем группировки советских войск был назначен заместитель командующего 40-й Армией генерал-майор Кондратьев Г. Г..
Общее руководство Советскими войсками во взаимодействии с афганской армией и МГБ ДРА осуществлял генерал армии Варенников В. И. — начальник оперативной группы Минобороны СССР в Афганистане.

## План операции. Подготовка
После обращения Президента Афганистана Мохаммада Наджибуллы советское командование приступило к планированию военной операции по разгрому крупной базы оппозиции «Кокари-Шаршари», игравшей на западе Афганистана ту же роль, что Джавара на востоке.
— Замысел операции состоял в проведении боевых действий одновременно — в двух районах: разгром базы «Кокари-Шаршари» на границе с Ираном и в зелёной зоне, окрестностях Герата.
— Заключительной стадией была ликвидация контрреволюционного подполья в городе. Для этого в выше указанных районах создали группировку войск, состоявшую из 14 батальонов: советских — 5, афганских — 9. Это позволяло блокировать переброску отрядов оппозиции из одного района в другой и ввести противника в заблуждение касательно района предстоящих боевых действий.
17-й пехотной дивизии надлежало выступить на крайний запад — в район «Кокари-Шаршари», прибывшим из Кабула афганским подразделениям — совместно с подразделениями 5-й МСД приступить к блокированию зелёной зоны Герата.
— По плану операции перед началом разведка ОКСВА провела подробное исследование базы. Сличённые с разведкой сведения агентуры подтвердили данные.
Результатом стали точные удары авиации и артиллерии — практически все наземные сооружения и огневые точки противника были уничтожены.
— Одновременно, в районе Герата и Шаршари были созданы отдельные группировки войск: 14 батальонов: 5 советских и 9 афганских. Их боевой потенциал позволял блокировать переброску отрядов противника из одного района в другой. Замысел начального этапа операции состоял во введении противника в заблуждение — в части фактического района, предстоявших боевых действий. Достигалось это внезапным оставлением пунктов постоянной дислокации всех участвующих в операции войск.
— 17-й пехотной дивизии афганской армии надлежало выдвинуться на запад в район «Кокари-Шаршари», а прибывшим из Кабула афганским подразделениям — встать на блокирование зелёной зоны Герата, совместно с подразделениями 5-й мотострелковой дивизии (МСД). Батальоны 201-й мотострелковой дивизии и 345-го парашютно-десантного полка (ОПДП) на вертолётах перебрасывались в район «Кокари-Шаршари» и высадившись группами тактического воздушного десанта, закреплялись на господствующих высотах вдоль реки Герируд, где проходила афгано-иранская граница. Их задача заключалась в том, чтобы отрезать мятежникам пути к базовому району с иранской территории.
— Тем временем, по плану операции: в тот же район своим ходом — с севера надлежало прибыть батальону 12-го мотострелкового полка 5-й гв. МСП и мотоманёвренной группе Тахта-Базарского отряда пограничных войск КГБ СССР, захватить указанные господствующие высоты и блокировать базу с севера. Подошедшей к тому времени в район операции 17-й пехотной дивизии ВС ДРА была поставлена задача блокировать базу с юга.
— Авиации 40-й Армии было надлежало поражать бомбо-штурмовыми ударами опорные пункты противника. Маршруты перемещения советских и афганских войск по плану операции задумывались сложными, дабы противник не смог установить над ними контроль. Каждый район операции имел свой план действий.
— В зелёной зоне Герата боевые действия планировалось провести таким образом: пять батальонов 5-й мотострелковой дивизии и семь афганских батальонов должны были блокировать западную часть зелёной зоны, включая сам город. Выход подразделений на блокирование осуществлялся под видом марша на боевые действия в другие районы. Блокирование зелёной зоны Герата планировалось провести внезапно. Боевая задача в зоне блокирования выполнялась силами двух афганских батальонов специального назначения «Коммандос».
— На заключительном этапе операции советским подразделениям предстояло плотно блокировать город Герат, а афганским — войти в него и обеспечить выполнение задач сотрудникам госбезопасности и МВД РА по ликвидации контрреволюционного подполья.
— Целью равнинного этапа операции было обеспечение безопасности движения колонн автобронетехники следующих по маршруту: «Кушка — Герат — Кандагар», транспортирующих военные, гражданские и гуманитарные грузы в южные провинции Гильменд и Кандагар.

## Начало и ход операции
Крупномасштабная общевойсковая операция «Западня» в провинции Герат на горном участке массива Шаршари началась 18 августа 1986 года.
— Подразделения 149 гв. МСП 201-й МСД 19 августа 1986 г. из северо-восточной зоны ответственности (пункта постоянной дислокации (ППД) г. Кундуз) самолётами АН-12 военно-транспортной авиации 40-й Армии были переброшены на запад республики Афганистан — аэродром г. Герат.

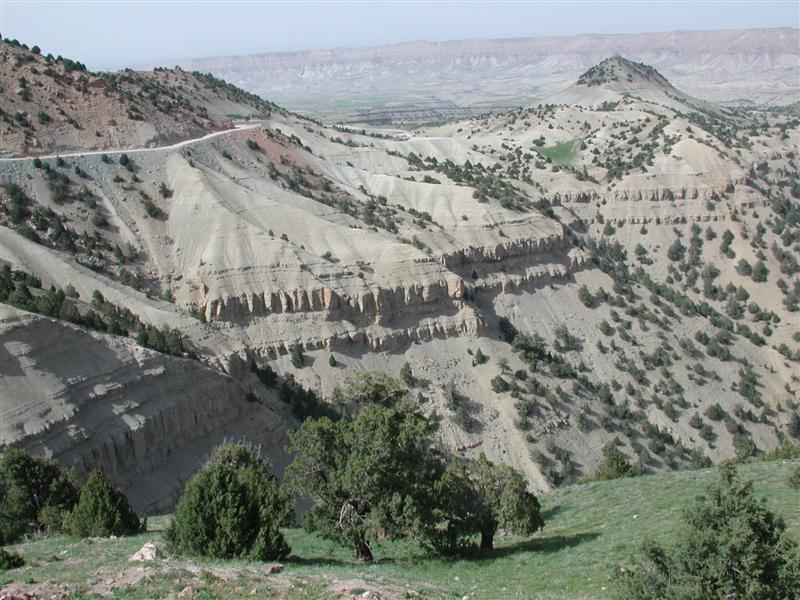
Горный хребет Сафедкох, Герат

— Батальоны 201 мсд и 345 опдп на вертолётах перебрасывались в район Кокари-Шаршари. В этот же район своим ходом через территорию СССР направился и один батальон 12 мсп 5мсд. В целом все перемещения советских и афганских войск были достаточно сложными, и противник потерял над ними контроль.
При разгроме базы батальон 12 мсп и мотоманевренная группа пограничных войск СССР захватила господствующие высоты, блокировав базу с севера. Подошедшая афганская 17-я пехотная дивизия блокировала её с юга. Авиация 40-й армии нанесла бомбо-штурмовые удары по выявленным опорным пунктам противника и по его средствам ПВО, в значительной мере подавив их.
— Высадившиеся с вертолётов четыре батальона 201-й МСД и 345-го ОПДП разминировали проходы в минных полях, прикрывавших базу, и развернули наступление под прикрытием авиации. 17 ПД начала продвижение на север вдоль реки Герируд (по ней проходит афгано-иранская граница), отрезая базу от иранской территории. Боевые действия продолжались здесь в течение пяти суток. Отряды оппозиции оказывали упорное сопротивление, стремясь не допустить потери базы. Они постоянно получали подкрепление с иранской территории. Однако советские и афганские войска сломили сопротивление противника. Опасаясь окружения и полного уничтожения, многие группы мятежников отошли на иранскую территорию, где были расстреляны на глазах афганских солдат, в этих расстрелах участвовали иранские военнослужащие.
— Особенность операции «Западня» состояла в одновременном ведении боевых действий в двух удалённых друг от друга на 140—160 км районах:
В ходе боевых действий в черте Герата, советским штурмовикам Су-25 приходилось наносить удары по контролируемым мятежниками кварталам и указанным разведкой домам.
Командованием операции на время операции было принято решение постоянно иметь на боевом дежурстве находившиеся в воздухе истребители.
— Район Кокари-Шаршари, примыкавший к государственной границе Ирана и Афганистана сковывал манёвр авиации при нанесении БШУ (бомбо-штурмовых ударов). Близость базы к государственной границе другого государства вынуждала советскую ударную авиацию не допустить её нарушения. Для нанесения ударов авиация подлетала к базе вдоль пограничной полосы. Учитывалось, что иранское руководство может направить на помощь афганским мятежникам свою боевую авиацию и обвинить советскую сторону в нарушении воздушного пространства своей страны.

Большая часть участвовавших в операции советских батальонов: четыре из пяти выбросились в район боевых действий на вертолётах. Доставка войск в район боевых действий — на аэродром Герат осуществлялась без дозаправки.
— На заключительном этапе операции советские подразделения плотно блокировали Герат, а афганские — вошли в город и создали условия сотрудникам госбезопасности и МВД РА для ликвидации контрреволюционного подполья.

### Высадка и действия десанта
Ближайшей задачей войскам была высадка тактического воздушного десанта на господствующие высоты заданных координат, захват передовыми частями плацдарма и обеспечение огневого прикрытия высадки основных сил и наступление на базовый район «Кокари-Шаршари».

В 05.30 — 20 августа 1986 года, погрузившись в вертолёты Ми-8 авангард головных батальонов перебросили в район Шаршари. В исходном районе началась высадка тактического воздушного десанта передовых подразделений. Внезапно по зоне высадки и десанту был открыт сосредоточенный миномётный и стрелковый огонь.. Удалившись за границу площадки высадки, личный состав оперативно занял круговую оборону и сходу вступил в бой. В завязке скоротечного боя появились первые потери.
— 21 августа группировкой армейской авиации было высажено около 1000 десантников. За 7 дней операции налёт каждого из экипажей вертолётов составил от 30 до 100 часов. Прилично даже по меркам войны…".
Десант высадился у населённого пункта Кокари-Шаршари. Данное место было известно своими «добротными оборонными укреплениями и коммуникациями». Задача подразделений состояла в уничтожении фортификации, захвате складов вооружения и боеприпасов. Командование группировкой противника осуществлял полевой командир Туран Исмаил (Исмаил-хан). Через тридцать минут десант подлетел к месту высадки. «Выжженная земля, низкие по афганским меркам горы, сухое русло реки Герируд — место, где по топографической карте и проходит граница Афганистана с Ираном. Никаких пограничных постов — как с одной, так и с другой стороны — ничего, что напоминало бы государственную границу». Транспортные Ми-восьмые, долетая до назначенных точек, зависали над сопками. Высаживаясь, подразделения сразу занимали круговую оборону.
— Не успев удалиться от места высадки, вертолёты и высаженный десант подверглись прицельному стрелковому и миномётному огню противника. Появились раненые. Большая плотность огня, свидетельствовала — зона высадки десанта пристреляна и СВ терпеливо ждали. Обстановка накалялась — огонь усиливался. Но личный состав подразделений ни на секунду не растерялись открыли ответный огонь.
Существенный урон живой силе десанта (на начальном этапе) наносился заградительным огнём безоткатных орудий и миномётов противника. Время и место высадки десанта были вскрыты неприятелем. Так, расположенная на дальних подступах и прилегающая к базе территория была заранее пристреляна миномётами, огонь вёлся предельно в цель.
— Отдав распоряжения на эвакуацию раненых бойцов, офицерам был дан приказ: срочно — на максимально большую дистанцию отвести свои подразделения от места десантирования, из пристрелянной зоны миномётного огня. Второй батальон получил боевую задачу: в качестве авангарда полка двумя группами — разведывательной и основной — выдвинуться по высотам и в кратчайший срок преодолеть расстояние до позиций противника.
Непрерывный заградительный огонь сосредоточенными ударами (подвижной и неподвижной) артиллерии, миномётами противника рассеивал наступающие силы и срывал темп наступления: расстраивая боевые порядки наступающих батальонов СВ, сбивали напор атаки в глубину, отнимая у атакующих время. Вертолёты Ми-8Т, едва удалившись от места высадки десанта, возвращались для эвакуации первых раненых. Рассредоточившись из зон артиллерийского и миномётного поражения, войска всеми имеющимися средствами открыли плотный ответный огонь и вынудили противника отступить, обеспечив этим высадку основных сил десанта. В условиях безостановочного огня командиры выстроили боевые порядки и выслали вперёд передовые дозоры. «Дозор спешно выдвинулся вперёд, и через три часа вывел второй батальон на указанные командованием высоты. Не успели мотострелки рассредоточиться на высоте, как попали под массированный обстрел из стрелкового оружия, пулемётов и гранатомётов, безоткатных артиллерийских орудий противника.
— Командиры отдали приказ занять круговую оборону. Однако рассредоточение подразделений закончилось подрывом на противопехотных минах. В этой ситуации, первая медицинская помощь, оказывалась фактически на минном поле, под шквальным огнём противника. Взяв сапёрный щуп и медикаменты, солдаты ползли на выручку попавшим в беду товарищам. Лёжа, и не поднимая головы, перевязали одного за другим — раненых, вытаскивали на себе с минного поля…
— Стремительное безостановочное наступление в высоком темпе с переносом усилий в глубину обороны противника, сопровождался использованием всех огневых средств, широким применением манёвра: охвата, обхода, развёртыванием главных сил с флангов и в тыл, поэтапным захватом тактических высот и закреплением на достигнутых рубежах.
Непрерывный артиллерийский и миномётный огонь противника навязал наступающим силам войск использование тактики „прижима“ к разрывам снарядов своей артиллерии. Передовые порядки 149-го гв. МСП следовали за разрывами снарядов артиллерийских орудий 5-й гв. МСД на кратчайшей дистанции так, чтобы вслед за прекращением ударов артиллерии войск по опорным пунктам противника, либо переноса таковых вглубь его обороны — досягаемость оборонительных позиций последнего, и вместе с тем время пребывания наших войск под огнём оставались минимальным.
— Активные стремительные наступательные действия подразделений войск — перенос усилий в тыл обороны противника сопровождался сложным преодолением участков минно-взрывных заграждений на рубежах (зонах): заградительного, интенсивного сосредоточенного огней, вредили нормальной работе сапёров. Горные тропы на направлениях ожидаемого удара и подступах к базовому району, а также прилегающие к „Кокари“ плато господствующих высот были буквально нашпигованы итальянскими противопехотными минами. В ходе стремительного броска наземных сил было множество минных поражений среди личного состава. Часто первая помощь раненым оказывалась на переднем крае.
— В ходе продолжительных и ожесточённых боёв запас боеприпасов иссякал. Прицельный огонь из гранатомётов и зенитных установок противника не давал возможности советским вертолётам выгрузить боеприпасы и эвакуировать раненых. В сложившейся ситуации боевой дух бойцов не был сломлен. Несмотря на пятидесятиградусную жару, обезвоживание организма, главной задачей являлось пополнение боеприпасов. Бой начинался с восходом солнца и заканчивался на закате.
По вертолётам Ми-8Т, эвакуирующим раненых и обеспечивающим доставку боеприпасов и питьевой воды на передовые позиции, как по наиболее выгодной цели, вёлся прицельный огонь из гранатомётов, ПЗРК — Блоупайп „Blowpipe“, неуправляемых реактивных снарядов „земля — земля“, зенитных установок ЗУ(ЗГУ)-23-(2,4) противника. Транспортировка и доставка боеприпасов, эвакуация личного состава с минно-взрывными и огнестрельными ранениями обеспечивались отступлением с переднего края в тыл войск — на удалённые прилегающие высоты. Отвлечение живой силы от переднего края срывало темп наступления и дальнейшее продвижение батальонов вглубь обороны противника.
— На третьи сутки запасы воды закончились. Все попытки сбросить с „вертушек“ ёмкости с водой терпели неудачу: высота, с которой вертолёт сбрасывал воду, не оставляла шансов на их сохранность. Ударяясь о камни, резина разрывалась, и вода разливалась по склонам. Армейское командование операции понимало, без боеприпасов и воды батальону больше не выдержать, и на свой страх и риск отправило на удалённые от передовой позиции высоты „вертушки“ с боеприпасами и водой. Командиры рот направляли группы для транспортировки боеприпасов на боевые позиции, что приводило к подрывам на противопехотных минах. Ночью члены формирований обходили удерживаемые войсками, высоты и вновь минировали отходные тропы.
— Используя вынужденные перемещения наших сил, члены формирований — ночью скрытно пробирались в обход позиций войск, закреплённых на стратегических рубежах, устраивали засады и производили минно-взрывные заграждения. Повсеместным минированием горных троп наносили многочисленные поражения подразделениям, эвакуирующим раненных, транспортирующим боеприпасы и воду. Было значительное число подрывов. Росли безвозвратные потери.

— В ходе продолжительных и ожесточённых боёв в течение двух суток запас боеприпасов иссякал. Прицельный огонь афганцев из гранатомётов и зенитных установок не давал возможности советским вертолётам выгрузить боеприпасы и эвакуировать раненых. Однако в этой тяжёлой и нервной ситуации боевой дух бойцов не был сломлен. Несмотря на пятидесятиградусную жару, обезвоживание организма, главной проблемой становилось ограниченность в боеприпасах. „Одна мысль: лишь бы не остаться без патронов! А бой начинался с восходом солнца и заканчивался на закате“.
Многоярусный устойчивый сосредоточенный огонь (высокой плотности) по наступающим наземным силам из различных средств, а также использование вооружёнными формированиями средств ПВО: крупнокалиберных пулемётов ДШК, зенитных установок, ПЗРК — для поражения штурмовиков Су-25, оказывающим огневое сопровождение наступлению войск (массированными ударами с воздуха реактивными системами залпового огня), усложняли ход операции. Сопротивление наступающим войскам на отдельных участках и направлениях обретали затяжной ожесточённый характер.
— За семь дней участия в операции налёт нашего экипажа составил более 30 часов. Группировкой армейской авиации только 21 августа было высажено около 1000 десантников и обеспечены их действия.

Прибывшие бортами БТА 40-й Армии на аэродром Герата из Баграма, десантники 345 гв. ОПДП вертолётами были десантированы на другие высоты района операции, где также подверглись массированному удару артиллерии противника.
Так, 22.08.1986 — при десантировании парашютно-десантной роты 345 гв. ОПДП в районе базы „Кокари-Шаршари“ пулемётчик гв. рядовой Федосеев Ю. В., действуя в составе передовой группы, прикрывал огнём из пулемёта высадку десанта и подавил несколько огневых точек противника. В этом бою погиб. Непрерывные боевые действия в течение четырёх суток, большой расход и трудности с доставкой боеприпасов и питьевой водой, безостановочная эвакуация множественного числа раненых и высокая температура воздуха (в тени превышала 55 градусов по шкале Цельсия), значительно усложняли ход операции.
— Ночи использовались противоборствующими сторонами на перегруппировку сил с целью сосредоточения основных усилий и средств на направлениях главного удара, чистку оружия и доставку боеприпасов на боевые позиции. Создание войсками превосходства на избранных направлениях и сосредоточение основных усилий на направлении главного удара не обеспечили войскам плановый захват укреплённого района сходу. Выстроенная противником эффективная система управления (взаимодействия) огня — его слаженность, устойчивость, оперативная корректировка (в том числе с территории Ирана), своевременный перенос рубежей заградительного огня артиллерии и миномётов, гибкий манёвр переносом усилий на угрожаемый участок или направление (в кратчайшие сроки), срывали замысел (план) командования операцией, вынуждали к наращиванию усилий на новых направлениях.
— На подступах к базовому району сопротивление противника оказалось наиболее ожесточённым. Зона сплошного многослойного огня всех видов вооружения представляла собой участок (полосу) местности, на которой каждая точка находилась под досягаемым огнём, причём огонь стрелкового оружия в пределах этой зоны усиливался огнём крупнокалиберных пулемётов, установленных на лафетах и турелях, а огонь против воздушных средств — огнём ПЗРК „Blowpipe“, зенитных установок ЗГУ 23-(2,4) и ручных противотанковых гранатомётов. Захлебнувшаяся атака батальонов, пресечённая плотным автоматическим и ружейно-пулемётным огнём, закрепилась на достигнутых рубежах (в зоне досягаемости огневого поражения позиций противника), лишь отчасти сковывала действия обороняющихся массированными ударами штурмовой авиации, лишая их манёвра.

### Действия артиллерии и авиации
Артиллерия
Совместные боевые действия частей ОКСВА на иранской границе проводились с участием Десантно-штурмовых групп (ДШМГ) погранвойск КСАПО СССР. Пока подразделения готовились к выходу, „корректировочную группу вызвали в штаб 5-й мотострелковой дивизии без техники, с полной экипировкой“. В дивизию прибыл и командующий РВиА (ракетных войск и артиллерии) 40-й Армии генерал-майор Алояров В. З.. Он провёл инструктаж и поставил группе боевую задачу. Ближайшая задача состояла в высадке вертолётами на одну из высот, в районе планируемых боевых действий — в непосредственной близости от позиций вооружённых формирований; Дальнейшая задача: вскрывать все огневые точки противника и ударами артиллерии подавлять — по мере их обнаружения, обеспечивая тем самым продвижение по ущелью и склонам гор, основных сил войск.
— Перед вылетом в исходный район на аэродроме города Герат, артиллерийским корректировщикам, повторно провели инструктаж по вопросам взаимодействия, уточнили задачи и переправили на одну из застав ДШМГ „Тахта-Базарского Погранотряда“ КСАПО. Откуда, бортами пограничной авиации группа была направлена в район расположения опорного пункта „с крупным складом боеприпасов и вооружения, с большим скопление живой силы“ противника. В состав группы входили: авианаводчики, арт.корректировщики с разведчиком и связистом, группа пограничников со своим командиром, с ними два расчёта 82 мм миномёта.
— После высадки на одной из вершин, группой был оборудован и подготовлен к работе „Наблюдательный пункт“ (НП), определены цели противника. Позиции войск на господствующих высотах позволяли вести наблюдение за передвижениями живой силы противника, установить их огневые точки: зенитные установки, ДШК. В ходе ведения наблюдения, стороны находились в зоне прямой видимости, хорошо видели цели для будущих ударов.
С наступлением главных сил, был нанесены БШУ с воздуха и огневой налёт артиллерии, после чего выступили войска, захватывая позиции противника. В ходе непрерывной работы системы огня противника, СВ арт.корректировщиком были зафиксированы координаты 14 точек, одновременно работающих по самолётам с различных позиций (три, из которых, находились на территории Ирана). Так с ПЗРК противника был сбит Су-25. „Лётчик успел катапультироваться и приземлился в нескольких километрах от места боевых действий“. С ОП, немедленно, были подняты вертолёты — спасатели, которые и подобрали пилота. Так в ходе операции — артиллерия и авиация работали поочерёдно.
— С уходом очередной пары штурмовиков, к делу приступала артиллерия. Генерал Алояров В. З., находился на связи с арткорректировщиками и лично координировал их действия, распределяя артиллерию 5-й МСД по целям противника, так наводились: Град, Ураган, Д-30, 2С-1, 2С-3, 2С-5. Дальность расположения целей диктовала выбор средств поражения. Огонь по самолётам вели и с Иранской территории. Наносить ответные удары по сопредельной территории командованием операции было категорически запрещено.
Огневую позицию на высоте, с которой 23.08.1986, огнём из ПЗРК был сбит штурмовик Су-25, „командующий артиллерией 40-й Армии приказал стереть с лица земли, что было и сделано“. В прошествии времени, остатки разгромленного формирования, группами по 10-20 человек убегали к границе к руслу реки Герируд. Но по ним уже работали два расчёта артиллерии, развёрнутые рядом с населённым пунктом. „Разрывы снарядов настигали убегающих, части всё же, удалось уйти за границу“. После выхода из ущелья войск, группу с занимаемой высоты забрал вертолёт. По прибытии на КП, арт.корректировщики были вызваны на доклад к командующему артиллерией 40-й Армии, где подробно доложили об итогах деятельности. В ходе операции были захвачены склады вооружения и боеприпасов, „уничтожено большое количество живой силы“ противника.
— Для нанесения артиллерийских ударов по базовому району „Кокари-Шаршари“, также был привлечён 28-го аап 11-я реактивная артиллерийская батарея 9П140 „Ураган“.
Авиация
Бомбо-штурмовыми ударами (БШУ), лётчикам предстояло ликвидировать инфраструктуру моджахедов и очистить район Герата от противника. Вылеты осуществлялись с аэродромов — Шинданд, Кандагар, а также из Мары, Туркменской ССР. Лётчики отмечали, что с верху было отчётливо видно, крупный масштаб проводимой операции.. Для взаимодействия ВВС с сухопутными силами использовались вертолёты: МИ-8 и МИ-24, штурмовики СУ-25 — „Грачи“. Связи обеспечивалась „УКВ-радиостанциями“ — „Эвкалипт“ — „Р-828“, воздушными командными пунктами ИЛ-22. Штурмовики из 200-й ОШАЭ прибыли в район операции из Шинданда, преодолев расстояние с юга на север в 120 км.
— В ходе этапов операции, штурмовики и истребители-бомбардировщики, выполняли, как дневные, так и ночные полёты. Учитывая, что боевые действия велись на границе с Ираном, эскадрильям 190-го истребительного авиационного полка была поставлена задача, выполнять прикрытие ударных групп с воздуха, с целью недопущения атак воздушного противника с территории сопредельного государства. Так, пары истребителей постоянно барражировали над районом боевых действий. Руководство и контроль действий авиации осуществлялись с КП ВВС 40 Армии, через самолёт-ретранслятор и Воздушный командный пункт. Обеспеченные фотопланшетами, с точками нанесения ударов, перенесёнными на карту, лётчики совершали 25 боевых вылетов.
— В ходе крупной операции летом 1986 года, для особой слаженности и подготовленности действий больших групп авиации в обширном районе, для разгрома базы-арсенала под Гератом, в небе появлялись летающие командные пункты Ил-22, оснащённые мощным бортовым комплексом управления и связи, способным обеспечить работу целой воздушной армии. Сами Су-25 оборудовали специальной УКВ-радиостанцией Р-828 „Эвкалипт“ для связи с наземными войсками в пределах прямой видимости». Виктор Марковский «Жаркое небо Афганистана.
В воздухе над долинами постоянно висела поднимавшаяся до 1500 м пыльная пелена, ухудшавшая видимость и уже в нескольких километрах скрывавшая ориентиры. В сезон пыльных бурь и налетавшего из пустыни жаркого „афганца“, и из-под люков и капотов возвращавшихся штурмовиков горстями выгребали набившийся песок. Особенно трудно приходилось двигателям — песок, подобно наждаку, грыз лопатки компрессоров, а доходившая до +52° жара затрудняла запуск».
— Для участия в операции «Западня» через всю страну из восточной части Афганистана города Джелалабад на западную границу, прибыли поднятые по тревоге экипажи самолётов, преодолев длинный перелёт: «Джелалабад — Кабул — Кандагар — Шинданд — Герат». «Несколько дней подряд утюжили небо, сопровождая транспортные вертолёты, прикрывая высадку десантов в районы, занятые опорными пунктами противника…» — Книга «Хроника пикирующего вертолёта» Валерий Рощин.
— На операции «Западня», по аналогии с операциями: «Смерч», «Манёвр», «Ураган», в Чёрных горах, а также — разгром базового района в ущелье Мармоль в 1983 году — был применён охват по воздуху, блокирование группировки противника в изолированном горном районе, с дальнейшим подходом главных сил, был осуществлён его разгром.
— К завершению операции на командный пункт прибыл начальник южного направления генерал армии М. М. Зайцев — командующий войсками Южного направления. Позже он вручил лётчикам большие фотографии с итогами БШУ. За «Гератскую операцию августа 1986 года» всех лётчиков представили к Правительственным наградам. Из воспоминаний полковника Т.Габидулина «Бесстрашный и справедливый».

### Боевая потеря штурмовика Су-25
Взаимодействие с наступающими наземными силами войск осуществляли штурмовики Су-25 378-го ОШАП, вылетевшие из аэродрома Шинданд. Их бомбо-штурмовые удары БШУ были направлены на подавление огневых точек противника и ликвидацию инженерных коммуникаций в приграничной с Ираном полосе — в районе базового района «Кокари-Шаршари». Одновременно зенитными установками ЗУ-23-4 и различными ПЗРК противника, непрерывно вёлся прицельный ответный огонь. 23 августа 1986 г. — на главной линии театра военных действий при смене очередной двойки (при выходе из пикирования), зенитной ракетой «земля-воздух» — британским ПЗРК «Blowpipe» с территории сопредельного Ирана был поражён штурмовик Су-25 378-го ОШАП капитана А. Г. Смирнова. Самолёт потерял управления и начал вращаться по крену — был уничтожен. Пилот катапультировался и был эвакуирован с места десантирования вертолётом МИ-8 ППС (указан в сводках «Потери авиации ОКСВА за 1986-й год» skywar.ru).

## Штурм
В ходе боевых действий войска «наносили удары с фронта по доступным направлениям в сочетании с манёвром отдельными подразделениями через труднодоступные районы с целью выхода во фланг и тыл противнику, как в пешем порядке, так и по воздуху». Именно такие действия были залогом успешного решения задач в операциях в «Кокари-Шаршари».
— К вечеру 23 августа, организованное взаимодействие воздушных и наземных сил ОКСВА, поддержка последними устойчивости огня из реактивной системы залпового огня всеми имеющимися силами и средствами, использование скрытых подступов и обходных путей способствовали стягиванию кольца окружения и обеспечили готовность к началу штурма. 24 августа, с различных направлений начался штурм укреплённого района. В составе обороняющих «Кокари» находилось большое количество арабских и иранских наёмников.
— Используя преимущества базового района, одурманенные наркотиками арабские и иранские наёмники выпускали из зенитных установок залпы огня по штурмовикам Су-25 — обеспечивавшим обескровленному батальону поддержку с воздуха. Так при очередной смене штурмовиков стрелком зенитной установки противника был сбит штурмовик. Бои вышли за третьи сутки. Запасы воды окончательно иссякли. Попытки сбросить с вертолётов тюки с водой терпели неудачу. Высота, с которой вертолёт их сбрасывал, не оставляла шансов на сохранность резиновых ёмкостей. Ударяясь о каменистую твердь, тюки разрывались, вода уходила в грунт.
— В кульминации разгара боя обороняющиеся, становились во весь рост — «демонстративно бравируя собственным бесстрашием под эмоциональное чтение по рупорному громкоговорителю строк из Корана, прицельным выстрелом выпускали очередной снаряд из гранатомёта, или безостановочную пулемётную очередь, доводя плотность огня до высшей степени напряжения». Данным действом старались деморализовать (сломить моральный дух) обессилевших от продолжительных боёв советских воинов.
Большая часть ночей войсками отводилась на чистку оружия, оценку и анализ обстановки. «Безусловно, армейское командование операцией понимало, что без боеприпасов и воды батальону больше не выдержать, и на свой страх и риск отправило на удалённые от передовой позиции высоты 3 вертушки. Вертолёты вновь сбросили боеприпасы и воду».
— 25 августа 1986 года мощным огневым налётом, подавив последние очаги сопротивления, подразделения батальонов нанесли разгромное поражение обороняющимся, которые начали беспорядочно отступать. Несмотря на ожесточённое сопротивление, группировка «Кокари» была повержена. "Укрепрайон Исмаил-хана в Кокари-Шаршари был взят. Его банда была разбита. Незначительная часть уцелевших при обороне защитников, поняв обречённость укреплённого района, используя ходы сообщений в системе подземных коммуникаций, оставив оружие и боеприпасы, вместе со своим предводителем Исмаил-ханом ушли в Иран.
— Операция длившаяся семь дней, отличалась: масштабностью; сложной, и точной координацией действий многочисленных соединений. «За короткий срок удалось разгромить формирования Исмаил-хана западнее Герата и полностью уничтожить базу-арсенал „Какари-Шашари“, расположенную у границы с Ираном. Звенья вертолётов задействованных в операции возвращались на базу с налётом свыше ста часов».
— Впоследствии, заместитель начальника оперативного отдела 40-й Армии генерал-майор Е. Г. Никитенко — один из руководителей операции «Западня» вспоминал о выбранной тактике по овладению базовым районом «Кокари-Шаршари»:

«В ходе боевых действий войска наносили удары с фронта по доступным направлениям в сочетании с манёвром отдельными подразделениями через труднодоступные районы с целью выхода во фланг и тыл противнику (как в пешем порядке, так и по воздуху). Именно такие действия были залогом успешного решения задач в операциях в Кунаре, Али-хейле, „Кокари-Шаршари“ и других операциях».— Генерал-майор Никитенко Е.Г.
Несмотря на отчаянное сопротивление мятежников, потери Советских и афганских войск были минимальными.

## Группировка Советских войск
Части и подразделения 5-й гвардейской Краснознамённой Зимовниковской мотострелковой дивизии, (пункт постоянной дислокации) ППД — Шинданд, провинция Герат в составе:
- 12-й гвардейский мотострелковый полк, ППД — Герат, провинция Герат
- 101-й мотострелковый полк, ППД — Герат, провинция Герат
- 371-й гвардейский мотострелковый полк, ППД — Шинданд, провинция Герат, а также другие части ОКСВА:
- 149-й гвардейский мотострелковый полк, ППД — провинция Кундуз
- 345-й отдельный гвардейский парашютно-десантный полк, ППД — Баграм, провинция Парван
- 28-й армейский артиллерийский полк (Шинданд)
- Части КСАПО — Тахта-Базарского ПОГО и др.

В операции были задействованы ВВС 40-й Армии и Погранвойск КСАПО:
- 17-й Отдельный авиаполк КСАПО ПВ СССР (авиабаза Мары Туркменская ССР) ком.полка полковник Н.Романюк
- 302-я Отдельная вертолётная эскадрилья — авиабаза Шинданд, провинция Герат
- 303-я Отдельная вертолётная эскадрилья — авиабаза Герат, провинция Герат
- 335-й Отдельный вертолётный полк — авиабаза Джелалабад, провинция Наргархар
- 378-й Отдельный штурмовой авиаполк — авиабаза Баграм-Кандагар ком.полка А.Руцкой
- 190-й Отдельный истребительный авиационный полк — авиабаза Шинданд[20]
- 50-й Отдельный смешанный авиационный полк — авиабаза Кабул
- 200-я Отдельная штурмовая авиационная эскадрилья — авиабаза Шинданд

## Группировка Исмаил-хана
Исмаил-хан (Туран Исмаил — афг. капитан Исмаил) — бывший кадровый офицер 17-й пехотной дивизии ВС ДРА, в сжатые сроки сумел подчинить себе разрозненные отряды вооружённой оппозиции в провинциях: Герат, Бадгис, Фарах, Гор, Нимроз и др. и возглавил масштабное вооружённое сопротивление по всему западу Афганистана. Туран Исмаил, в ходе борьбы получил прозвище — «Лев Герата».

— Член партии «Исламское общество Афганистана» — (ИОА), Туран Исмаил входил в её высший совет, являясь третьим по влиянию после Бурхануддина Раббани и Ахмада Шаха Масуда. Одновременно с финансовой помощью ЦРУ в рамках операции «Циклон», где одним из распределителем иностранной финансовой помощи был Бурхануддин Раббани, Исмаила-Хан имел и свои собственные каналы финансовой и военной поддержки, являясь распределителем средств «Альянса восьми» (Шиитской восьмёрки) — союза духовных лидеров «шиитских партий» моджахедов, базирующихся в Иране городах Мешхед, Кум и др..

— Туран Исмаил имел 199 отрядов численностью 4655 штыков.
Самым видным из здешних полевых командиров был Туран Исмаил, в прошлом армейский капитан, перешедший к моджахедам после апрельской революции. Военный опыт, грамотность и требовательность быстро позволили ему стать местным эмиром, во власти которого находились семь провинций и армия в пять тысяч боевиков — В.Марковский «Жаркое небо Афганистана»
Численность группировки Турана Исмаила, хоть и являлась значительной, в разное время и в зависимости от источника её приведения — постоянно разнилась.

## Характер и итоги
Характер
- Воздушно-наземный характер[9][9][12][17][20][21][23]
- Привлечение сторонами значительных сил и средств[23][29]
- Качественное и количественное взаимодействие подразделений[9][23]
- Наступательные действия на широком фронте равнинного и горного участков провинции Герат[9]
- Применением большого количества различных систем вооружения большой разрушительной силы
- Оборонительные действия в устойчивой обороне противника
- Наличие естественных преград (рельеф) — горный массив[30]
- Особые климатические условия — (выше 50 градусов по Цельсию)[3][31]
- Перенос усилий в глубину[18]
- Манёвр ударами штурмовой авиации и артиллерийским огнём, с флангов и в тыл противника[10][13][29]
- Применение тактики охвата и обхода[24]
- Высокая напряжённость, Непрерывность, Длительность, Психологическая нагрузка[3]
- Решительность и стойкость личного состава[3]
- Грамотное командование войсками[3][32]
- Несущественные потери войск в живой силе и технике
- Успех операции[3][9][21][25][33][34][35]
- Итог войсковой операции: разгром формирования Исмаил-хана, ликвидация органов тыла в приграничном с Ираном регионе, овладение главным базовым районом, захват значительного количества вооружения и боеприпасов.[1][2][3]

Решение военно-политических задач:

— Произошло укрепление государственной власти Демократической Республики Афганистан, временно стабилизировалась военно-политическая обстановка в приграничном с Ираном регионе Афганистана. Нарушилась поставка вооружения и боеприпасов от исламских организаций «Шиитской восьмёрки» и «Исламское общество Афганистана».

— Разгром группировки Турана Исмаила, захват и уничтожение его базы подорвали веру гражданского населения провинции Герат в возможности и силу оппозиции, в рядах которой сразу после падения базы наметился раскол. Часть главарей отрядов и групп вооружённой оппозиции, особенно в зелёной зоне Герата, ещё в ходе боевых действий начала вести переговоры с представителями властей о прекращении вооружённого сопротивления и переходе на сторону правительства. Позднее ими с представителями провинциальных властей были заключены соответствующие договоры.

— В ходе боевых действий было уничтожено 26 различных складов с оружием и боеприпасами, 25 приспособленных к обороне глинобитных домов-крепостей, 32 пещеры-укрытия. При проведении операции в этом районе погиб один советский военнослужащий, и пятеро были ранены.

— Успех операции «Западня», на границе с Ираном по взятию базу-арсенала «Кокари-Шашари», состоял ещё и в том, что после разгрома оппозиции в этом районе отмечался процесс перехода некоторых мятежных отрядов на сторону государственной власти.

## Воспоминания военачальников

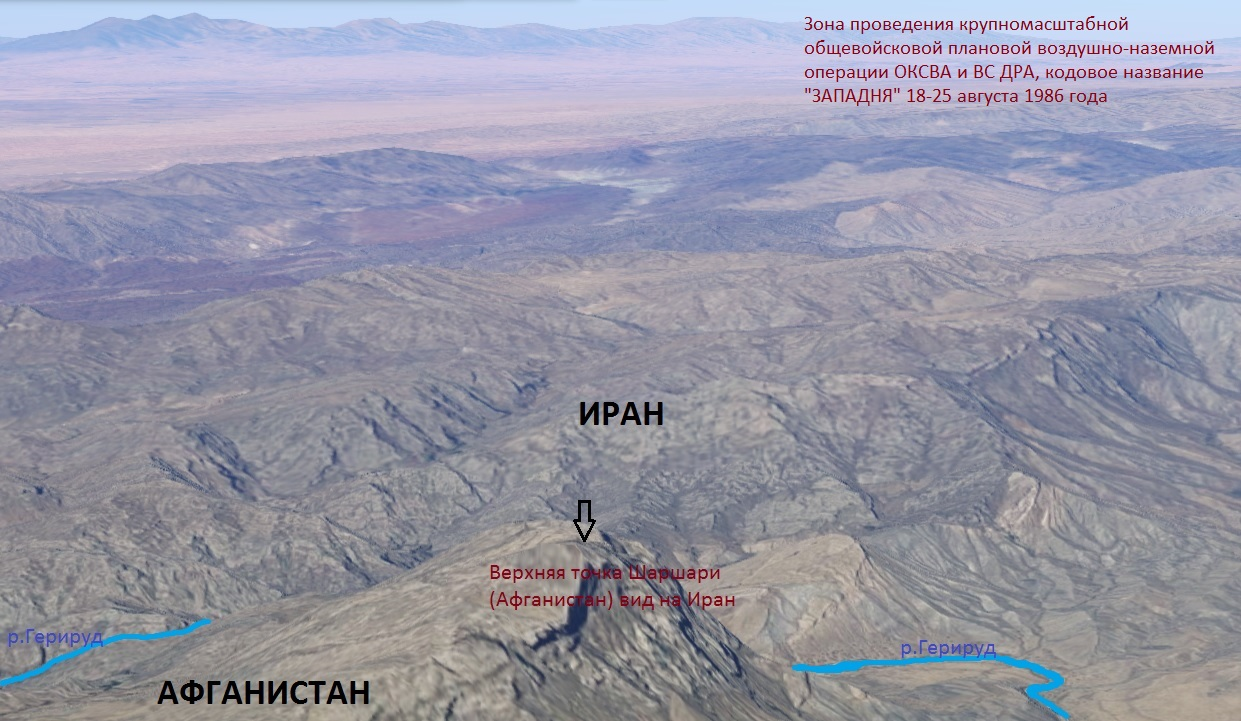
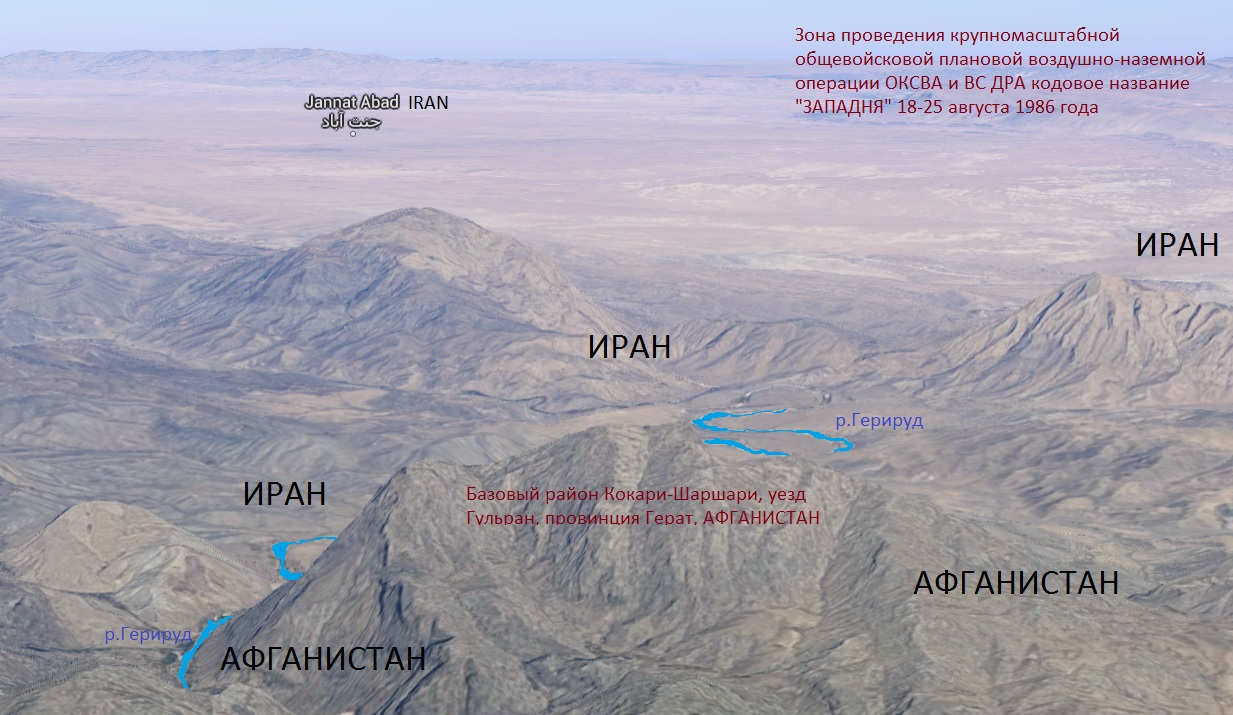
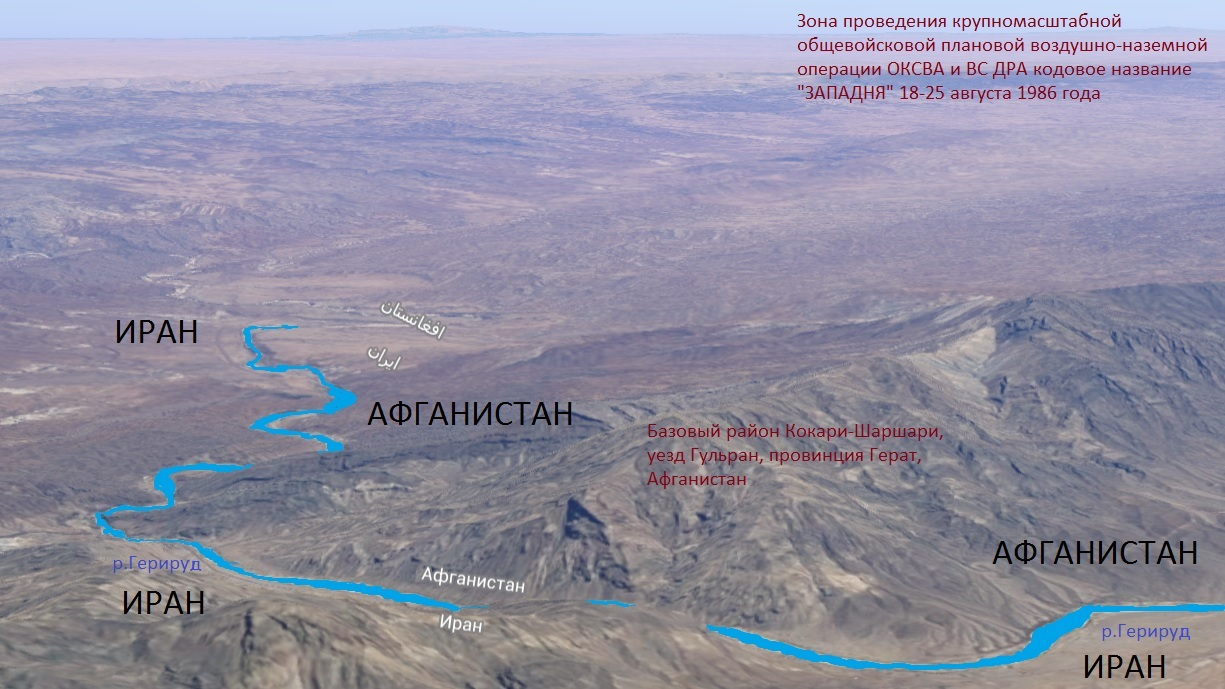

— Начальник оперативной группы Минобороны СССР в республике Афганистан и руководитель общевойсковой операции «Западня» — генерал армии В. И. Варенников, включил овладение базовым районом в число наиболее важных событий в период его участия в Афганской войне (1979—1989):

«В период моего пребывания в Афганистане был проведён целый ряд интересных и сложных операций. Конечно, операция операции — рознь. Одни не оставили никаких воспоминаний. Другие же никогда не поблёкнут. Для меня особо памятны операции в Кунарском ущелье, при штурме базы Джавара, на Парачинарском выступе, в районе Кундуза, западнее Герата до базы „Кокари-Шаршари“ на иранской границе».— генерал армии Варенников В.В. книга «Неповторимое»

В период Афганской войны (1979—1989) формированиями вооружённой оппозиции на приграничных территориях были оборудованы крупные перевалочные базы: «Марульгад, Рабати-Джали, Шинарай, „Кокари-Шаршари“, Джавара, Льмархауза, Ангуркот, Ходжамульк, Мианпушта, Анандара, Шагали, Тангисейдан, они же — одновременно являлись и базовыми районами…»— генерал-майор Ляховский А.А. книга «Трагедия и доблесть Афгана»
Приграничный с Ираном, базовый район «Кокари—Шаршари» в провинции Герат был построен в 1984 году. Проект был разработан западногерманскими и иранскими военными инженерами, в соответствии с передовыми на тот момент достижениями инженерной мысли и военной науки. «Кокари — Шаршари» — вотчина известного полевого командира Исмаила-Хана (Турана Исмаила) — авторитетного лидера афганских моджахедов запада Афганистана.

## Герой РФ за участие в операции
Ильяс Дауди гвардии старший сержант 149 гвардейского мотострелкового полка — «За мужество и героизм, проявленные при исполнении воинского долга в Республике Афганистан» удостоен звания «Героя Российской Федерации».

## В художественной литературе
- Ильяс Дауди. «Не парадным коридором» повесть военно-исторического романа «В Круге Кундузском». — М.: ДеЛибри, 2021. — 302 с. — ISBN 978-5-4491-1164-7.

## Документальные фильмы
- «Миссия в Афганистане. Первая схватка с терроризмом» «Герат 1986 год» — операция «Западня» Архивная копия от 23 ноября 2018 на Wayback Machine
- «Афганистан» фильм М. Лещинского 1986 год